# Hrabstwo Banks

Piramida wieku hrabstwa

Hrabstwo Banks (ang. Banks County) – hrabstwo w stanie Georgia w Stanach Zjednoczonych. Według spisu w 2020 roku liczy 18 tys. mieszkańców, w tym 86,2% stanowiły białe społeczności nielatynoskie. Jego siedzibą administracyjną jest Homer.

## Geografia
Według spisu z 2000 r. obszar całkowity hrabstwa obejmuje powierzchnię 233,87 mil2 (605,72 km²), z czego 233,67 mil2 (605,2 km²) stanowią lądy, a 0,20 mil2 (0,52 km²) stanowią wody.

### Miejscowości
- Homer
- Lula
- Baldwin

### Sąsiednie hrabstwa
- Hrabstwo Habersham (północ)
- Hrabstwo Stephens (północny wschód)
- Hrabstwo Madison (południowy wschód)
- Hrabstwo Jackson (południe)
- Hrabstwo Hall (zachód)
- Hrabstwo Franklin (wschód)

## Gospodarka
Gospodarcze leśnictwo ustąpiło miejsca małym fermom drobiu w ostatnich dziesięcioleciach, chociaż duża część siły roboczej jest zatrudniona w sektorze produkcyjnym, głównie w produkcji tekstyliów i odzieży.

## Religia
W 2020 roku jest najbardziej ewangelikalnym hrabstwem w stanie, gdzie ponad trzy czwarte mieszkańców deklaruje członkostwo. Inne religie prawie nie występują. 

## Polityka
Hrabstwo jest jednym z najbardziej republikańskich, gdzie w wyborach prezydenckich w 2020 roku, 88,5% głosów otrzymał Donald Trump i 10,6% przypadło dla Joe Bidena. 